# Ulica Wyścigowa w Lublinie
Ulica Wyścigowa w Lublinie – dawniej uliczka osiedlowa bez większego znaczenia komunikacyjnego, a po gruntownej przebudowie – arteria komunikacyjna w Lublinie o długości 1250 m, stanowiąca część obwodnicy miejskiej, przebiegająca niemal w całości na terenie dzielnicy Dziesiąta. Ulica jest na całej długości dwupasmowa. Została oddana do użytku 14.06.2019 roku. Jej kontynuacją jest ul. Wrotkowska. Jest to ostatni fragment obwodnicy miejskiej oddany do użytku.

## Przebieg
Zaczyna się od skrzyżowania z ulicą W. Kunickiego i Ulicą Dywizjonu 303. Krzyżuje się z ulicami Dunikowskiego i Wojenną. Ulicę przecina bocznica kolejowa, prowadząca do jednostki wojskowej. Dalej ulica biegnie przez były teren jednostki wojskowej i kończy się na skrzyżowaniu z ulicą M. Smoluchowskiego. Wzdłuż drogi, po obu stronach biegnie ścieżka rowerowa o nawierzchni bitumicznej.

## Instytucje i placówki
Przy początku ulicy po prawej stronie znajduje się sklep Lidl, a po lewej stronie stacja wypożyczalni rowerów miejskich. Pod numerem 29 mieści się przedszkole nr 22, a pod nr 31 Zespół Szkół nr 3. Po lewej stronie ulicy mieści się jednostka wojskowa.

## Komunikacja Miejska
Ulicą Wyścigową kursował miejski autobus nr 21. Znajdują się tam cztery przystanki autobusowe. Obecnie ponownie nie są użytkowane przez żaden pojazd komunikacji miejskiej.